# Andy Marvel
Andrew Michael Saidenberg (Nova Iorque, 2 de junho de 1958), nome artístico Andy Marvel, é um compositor e produtor musical. Ele já trabalhou com artistas como Celine Dion, Jessica Simpson, Diana King e Burnham.